# Universal Product Code

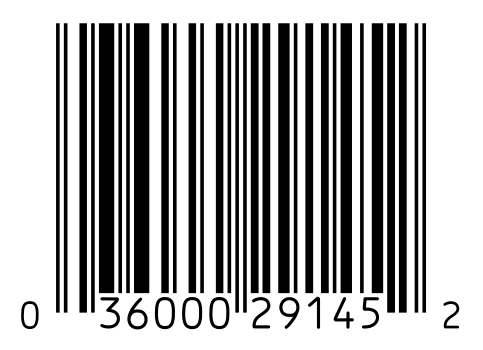
UPC-A-Strichcode mit einer weltweit eindeutigen, 12-stelligen GS1-Identifikationsnummer (GTIN-12)

Der Universal Product Code (UPC) ist ein Strichcode aus der EAN/UPC-Symbologie. Im Handel und Sprachgebrauch wird oft der Begriff „UPC-Code“ benutzt, die mittlerweile korrekte Bezeichnung lautet GTIN-12.
Produkte im Einzelhandel werden hauptsächlich im nordamerikanischen Raum mit dem UPC-A-Code gekennzeichnet.

## Geschichte
Dieser Strichcode wurde 1973 in den USA eingeführt. An seiner Entwicklung waren Norman Joseph Woodland und George J. Laurer (1925–2019) maßgeblich beteiligt. Das erste Patent stammt bereits von 1952.

## Kodierung und Lesbarkeit
Kodiert wird eine 12-stellige Nummer, die Barcodescanner berührungslos optisch auslesen. 
In der Regel stehen unter dem UPC-A-Strichcode die verschlüsselten Zeichen in Klarschrift (als Backup, falls der Strichcode nicht lesbar sein sollte). Die Zeichenfolge besteht aus der GS1-Basisnummer, dem Artikelbezug und einer Prüfziffer (näheres dazu unter Global Trade Item Number). 

## Unterschied zwischen UPC und EAN
Drei Jahre später folgte die European Article Number (EAN). Der EAN-Code ist kompatibel zum Universal Product Code, kodiert aber ein Zeichen mehr. Die meisten Einzelhandelsketten akzeptieren mittlerweile auch in den USA und Kanada den EAN-13. Auf Grund der unterschiedlichen Packungsgrößen und Sprachen verwenden viele international tätige Unternehmen im Konsumgüterbereich für Nordamerika den UPC-A-Strichcode, im Rest der Welt jedoch den EAN-13.

## Ausgabe und Verwaltung des UPC
Nummernkreise werden bei den GS1-Mitgliedsorganisationen verwaltet und gegen eine wiederkehrende Lizenzgebühr zugewiesen, damit die weltweite Eindeutigkeit sichergestellt ist.